# Steven Reineke
Steven Reineke (* 14. September 1970 in Tipp City, Ohio) ist ein US-amerikanischer Komponist, Arrangeur und Dirigent deutscher Abstammung.

## Leben
Reineke lernte bereits in jungen Jahren Trompete zu spielen. Mit 15 brachte er sich im Selbststudium das Klavierspiel bei. Er studierte an der Miami University in Oxford, Ohio Trompete und Komposition.
Nach seinem Abschluss 1993 ging er nach Los Angeles, wo er im Rahmen eines Workshops die Gelegenheit hatte, das Warner Brothers Studio-Orchester bei Aufnahmen seiner eigenen Werke zu leiten. 
1995 ging Reineke nach Cincinnati, wo er dem Cincinnati Pops Orchestra beitrat und dort erster Komponist und Arrangeur wurde. 
Er trat bei verschiedenen Orchestern als Gastdirigent in Erscheinung, darunter das Vermont Symphony Orchestra, das Indianapolis Symphony Orchestra, das Toronto Symphony Orchestra, das Cincinnati Pops Orchestra und das National Symphony of Taiwan in Taipeh.
Seit 2011 ist er Principal Pops Conductor des National Symphony Orchestras, Washington, D.C.

## Werk
Reinekes Musik ist überwiegend Programmmusik, sie dient also der musikalischen Umsetzung literarischer Vorlagen. Neben einigen Ballettorchestrationen komponierte er hauptsächlich für Sinfonieorchester oder Blasorchester.

### Blasorchester (Auswahl)
- 2000 Rise of the Firebird
- 2005 The Witch and the Saint
- Fate of the gods
- Pilatus: Mountain of Dragons
- Sedona
- Goddess of Fire

### Orchester (Auswahl)
- 1996 Casey at the Bat (An American Narrative Tale) für Erzähler und Orchester